# Người Nigeria tại Việt Nam
Người Nigeria tại Việt Nam chủ yếu là kiều dân Nigeria định cư ở Việt Nam vì mục đính kinh doanh hoặc kinh tế. Họ thuộc một làn sóng di cư mới của người Nigeria tới những điểm đến phi truyền thống như Ethiopia, Ghana, và Mozambique so với những điểm đến truyền thống như Anh, Mỹ hay Lybia. Sự di cư diễn ra được cho là do tình trạng kinh tế khó khăn ở đất nước của họ, bao gồm việc thiếu điện và xã hội bất ổn, điều đầu tiên thúc đẩy sự di cư.

## Kinh doanh và việc làm
Nhiều người châu Phi, bao gồm người Nigeria, làm nhân viên bán hàng trong các cửa hàng thời trang tại quận Tân Phú, TP. Hồ Chí Minh. Số khác được cho là đến Việt Nam bởi những hợp đồng hấp dẫn đến từ các câu lạc bộ bóng đá Việt Nam khoảng những năm 2006 và 2007, nhưng sau đó hợp đồng của họ hết hạn và họ bị thay thế bởi các cầu thủ đến từ Brasil. Tiền lương ở Việt Nam khá thấp, chỉ khoảng 200 đô la Mỹ một tháng cho những người tốt nghiệp cao đẳng, vì thế nhiều người nhập cư cảm thấy khó sống..

## Mối quan hệ cộng đồng
Việt Nam ngày càng trở thành điểm đến không mấy thân thiện đối với người nhập cư Nigeria. Tháng 2/2009, chính phủ Việt Nam, liên quan đến những động thái được cho là phản đối người nhập cư Nigeria, đã áp đặt một lệnh cấm hoàn toàn người Nigeria tới Việt Nam. Lệnh áp dụng cương quyết với cả nhân viên chính phủ và doanh nhân hợp pháp. Đỉnh điểm là vụ việc một công dân Nigeria giết đồng hương của anh ta ở tp.HCM. Các viên chức Việt Nam đã triệu tập đại sứ Nigeria đến để phản đối. Những người định cư nước ngoài sống lâu năm tại Thành phố Hồ Chí Minh nhắc đến mức độ ngày càng tăng sự thù địch với người nước ngoài so với trước đây vài năm, bị dấy lên bởi các phương tiện truyền thông về tội phạm Nigeria. Những người Nigeria nhập cư phản biện rằng nhiều tội phạm đến từ các quốc gia Tây Phi khác, nhưng người dân và các phương tiện truyền thông Việt Nam đều quy kết họ là người Nigeria.

## Các tổ chức cộng đồng
Vào năm 2009, theo đề xuất của những viên chức Việt Nam chịu trách nhiệm về vấn đề nhập cư, những cư dân người Nigeria đã thành lập Hiệp hội người Nigeria ở Việt Nam để cải thiện hình ảnh của người Nigeria và đại diện cho những quyền lợi thực tế của thương nhân hợp pháp Nigeria.